# 劉俐
劉俐（英語：Rosella Lau，1989年9月17日—），香港女藝人，2008年簽約無綫電視成為旗下藝員，首次演出為加入《耳分高下》 Sing之天使其中「藍莓」角色。2014年底約滿無綫電視后離開娛樂圈。

## 簡歷
劉俐12歲時隨家人從福建武平來到香港定居，中學一至四年級就讀於新亞中學（2002年至2006年），至中學五年級轉至崇正中學後於2007年畢業。她入讀前者期間曾參與校內的劇社活動，亦曾獲得校外比賽如「第15屆閱讀嘉年華」話劇比賽及「愛滋新角度創意競技劇場」話劇比賽冠軍。另外，她是學校鼓樂團團員，曾於2003年至2004年度香港鼓樂節中獲得「活力鼓令24式」比賽中級組最佳演繹獎。劉俐從初中開始當兼職模特兒，其後轉為全職。中學畢業後因為參與電視節目《耳分高下》而進入演藝圈，2019年加入全職保險行業至今，任職友邦保險財務策劃顧問。而淡出幕前之前，她已於觀塘經營點心店。

## 演出作品

### 電視劇（無綫電視）
2009年
- 南華夢飛翔 飾 啦啦隊隊員
- 畢打自己人 飾 美味天使

2010年
- 情人眼裏高一D 飾 美女
- 谈情说案 飾 Rachel
- 女人最痛 飾 Fion
- 天天天晴 飾 鋼管舞學員
- 依家有喜 飾 藍莓

2011年
- 你們我們他們 飾 Sandy
- Only You 只有您 飾 新娘
- 洪武三十二 飾 如煙
- 誰家灶頭無煙火 飾 Abby
- 花花世界花家姐 飾 羅詩韻
- 荃加福祿壽探案 飾 Apple
- 結·分@謊情式 飾 女客人
- 我的如意狼君 飾 露露

2012年
- 換樂無窮 飾 Ruby
- 結·分@謊情式 飾 Jenny
- 4 In Love 飾 MiMi
- 拳王 飾 KaKa
- 耀舞長安 飾 貞
- 愛·回家 飾 Mei Mei（第2集、第202集）、Victoria（第148集）、高寧
- 心戰 飾 酒客
- 護花危情 飾 Lily
- 回到三國 飾 美女（第1集）
- 怒火街頭2 飾 法庭書記
- 造王者 飾 溫子君
- 巴不得媽媽... 飾 美女
- 幸福摩天輪 飾 斌女友（第20集）

2013年
- 法網狙擊 飾 歐陽美（Phoebe）
- 神探高倫布 飾 年輕姑娘（第7集）
- 金枝慾孽貳 飾 歌姬煙
- 情越海岸線 飾 Ada
- 衝上雲霄II 飾 梁依迪（Edith）
- 情逆三世緣 飾 選美佳麗
- On Call 36小時II 飾 Crystal

2014年
- 叛逃 飾 啤酒女郎（第3集）
- 愛我請留言 飾 Jenny
- 廉政行動2014 飾 思思（單元三）
- 寒山潛龍 飾 夏蓮
- 載得有情人 飾 Jo Jo
- 大藥坊 飾 小露（Rose）
- 再战明天 飾 CoCo

2015年
- 四個女仔三個BAR 飾 藍晶晶
- 衝線 飾 Tina Fong
- 水髮胭脂 飾 Lily

2017年
- 流氓皇帝 飾 武德保菲

### 電視節目（無綫電視）
2009年
- 耳分高下 Sing之天使 - 「藍莓」
- 美女廚房 美味天使 - 「藍莓」

2010年
- 饮食天王颁奖典礼2010
- 千奇百趣香港地 在大奖赏中出现
- 荃加福祿壽 第7集

2011年
- 街坊廚神 助手
- 福祿壽大假光臨 聖誕女郎

#### 电影
- 2010年 72家租客飾 貴賓房電話推銷員 （彩虹）
- 2011年 我愛香港飾 1987年夜總會舞小姐
- 2011年 勁抽福祿壽飾 靚模
- 2014年 單身男女2飾 （張申然）金融女友
- 2016年 三人行飾 護士

### 其他
- 徐浩MV（半分鐘、Bad Girl）
- 方力申-月全蝕MV

### 寫真集
- 《Tastes of Angels》
- 《Heart beat recording Kibby Rosella》

## 外部連結
- 劉俐的新浪微博（繁體中文）
- 劉俐的Instagram帳戶